# Bernees (FFG-1003)
La fregata missilistica Bernees è la decima unità del progetto italo-francese FREMM (FRegate Europee Multi Missione) e la sesta commissionata in versione GP (General Purpose).
L'unità è stata costruita presso il Cantiere navale di Riva Trigoso, dove era contraddistinta con il numero di costruzione 6277 .

## Storia
Nel 2020 e nel 2021 è stato riferito che l'Italia avrebbe venduto tutte le sue fregate di classe FREMM nell'attuale linea di produzione, inizialmente destinate alla Marina Militare (Spartaco Schergat ed Emilio Bianchi) all'Egitto. Spartaco Schergat era nella fase finale delle sue prove in mare mentre Emilio Bianchi l'avrebbe seguita entro un anno. Secondo quanto riferito, l'accordo riguardava anche altre attrezzature militari e valeva 1,2 miliardi di euro. 
Il 25 gennaio 2020 si è svolta presso gli stabilimenti Fincantieri di Riva Trigoso la cerimonia di varo della nave Emilio Bianchi. Il 24 febbraio 2021, ridenominata Bernees, ha lasciato La Spezia per sottoporsi alla sua prima prova in mare. 
Il 13 Aprile 2021 è arrivata alla base navale di Alessandria dopo essere stati sbarcati alcuni sistemi di contromisure elettroniche (jammer della suite EW, sistema NETTUNO-4100 RECM ed apparati Thales Altesse CESM) ed alcune antenne SATCOM di comunicazione. A parte questo, non è visibile alcun cambiamento significativo rispetto al design FREMM originale.
È specializzata nel combattimento contro i sottomarini e la guerra contro le navi di superficie . È stato riferito che l'Italia avrebbe quindi ordinato due fregate FREMM aggiuntive per sostituire quelle trasferite in Egitto con la consegna anticipata delle sostituzioni entro il 2024.

## Attività operativa
Bernees come la gemella Al-Galala fornisce protezione ai siti economici egiziani come il giacimento di Zohr e altri giacimenti nel Mediterraneo o nel Mar Rosso.

## La nave e le sue caratteristiche

### Sistemi d'arma
- 8 missili Teseo Mk2/A ASuW;
- 16 celle VLS Sylver per MBDA Aster 15 e 30 (antiaerei e antimissile); (predisposizione per ulteriori 16).
- 1 x cannone 127/64 per tiro navale contro costa e antiaereo (capacità di sparare munizioni guidate VULCANO);
- 1 x cannone 76/62 Super Rapido (capacità di sparare munizioni DAVIDE);
- 2 mitragliere OTO Melara KBA 25/80;
- 2 lanciatori SLAT per inganni anti-siluro;
- 2 lanciarazzi SCLAR-H per inganni ECM;
- 2 sistemi trinati per lancio siluri MU-90.